# スチュワート・コープランド
スチュワート・アームストロング・コープランド（Stewart Armstrong Copeland、1952年7月16日 - ）は、アメリカ合衆国のプロミュージシャン。ドラマーで作曲家である。
イギリスのロックバンドであるポリス（The Police）の創立者として知られ、ポリスが活動を停止してからは、様々なバンドのドラマーとしてロックに留まらず広い領域に影響を与えてきた。2010年の「ローリング・ストーンの選ぶ歴史上最も偉大な100人のドラマー」に於いて第7位に選出された。
一方、1980年代にフランシス・コッポラやオリヴァー・ストーンの監督作品などの音楽を担当して以来、作曲家としても活動してきた。オーケストラのスコアリングも自ら担当して、映画、テレビ番組、ビデオ・ゲームのサウンドトラックからオペラやバレエ音楽まで手がけ、オーケストラを率いての公演も行なってきた。

## 来歴

### 生い立ち
コープランドはバージニア州のアレクサンドリアで4人兄弟姉妹の末っ子として生まれた。父マイルス・コープランドJr（1916年〜1991年）はミュージシャンで、CIAのエージェントでもあり、その前身である戦略情報局が設立された時のメンバーであった。彼はレバノンのベイルートでビューローチーフを務め、エジプト大統領ナセルとの関係も深かった。
生後数ヶ月で家族と共にエジプトのカイロに転居し、1957年にはベイルートに転居した。少年時代を中東で過ごし、12歳でドラムスを始めた。1967年から2年間イングランドの学校で学び、ロンドンでマックス・アブラムスにドラムスを学んだ。1973年から1975年まで、カリフォルニア州の大学に通った。

### カーヴド・エア
学生生活が終わろうとしていた1975年、ロンドンで音楽マネージメントに携わっていた長兄のマイルスから、解散状態にあったプログレッシブ・ロック・バンドのカーヴド・エアのオリジナル・ヴァイオリニストだったダリル・ウェイが新しいバンドのドラマーを探していることを聞いた。彼はロンドンに渡ってウェイらに合流したが、ウェイやカーヴド・エアの他のオリジナル・メンバーが税金対策の為に急遽再結成ツアーを行なうことになったので、そのツアー・マネージャーを務めることになった。
ツアーが終了すると、ウェイとオリジナル・ボーカリストのソーニャ・クリスティーナがカーヴド・エアに残り、彼とギタリストのミック・ジャックスをメンバーに迎えて活動を継続することになった。彼らは、マイルスが設立したBTMレコードからMidnight Wire（1975年）とAirborne（1976年）の2作のアルバムを発表。彼はドラムス担当に加えて、Airborneではいくつかの収録曲の作曲に関与した。

### ポリス
1976年12月、既に解散することが決まっていたカーヴド・エアのラスト・ツアーの最中、1974年からジャズ・フュージョン・バンド、ラスト・イグジットを結成して活動していたスティングのステージを偶然見て一目惚れ、度重なる説得をして、1977年にスティング（ベース・ギター、ボーカル）、ヘンリー・パドゥヴァーニ（ギター）とポリスを結成。彼らはマイルスが設立したイリーガル・レコードから、同年5月にデビュー・シングル'Fall Out'を発表した。
同年8月、ポリスはパドゥヴァーニに代えて、ソフト・マシーンやエリック・バートン・アンド・ジ・アニマルズなどのギタリストだったアンディ・サマーズを迎えた。コープランドは結成当初、パンク・ロック・ブームに乗るバンドの構想を立てていたが、サマーズを迎えたポリスはレゲエやプログレッシブ・ロックなどの要素も組み入れ、1980年代を代表するバンドの1組となった。
彼とスティングは、サマーズがポリスに加入してまもなくドイツの音楽家で指揮者でもあるエバーハルド・シェーナーと活動したのをきっかけに、1978年にサマーズと共にシェーナーのアルバム制作に客演した。彼は自伝で、シェーナーとの活動がポリスの音楽の進化に極めて重要であったとしている。
ポリスのオリジナル・アルバムとよく挙げられる収録曲：
- Outlandos d'Amour - "So Lonely", "Roxanne", "Can't Stand Losing You"
- Regatta de Blanc - "Message in a Bottle", "Walking on the Moon", "The Bed's Too Big Without You"
- Zenyatta Mondatta - "Driven to Tears", "Don't Stand So Close to Me", "Man in a Suitcase"
- Ghost in the Machine - "Invisible Sun", "Every Little Thing She Does Is Magic"
- Synchronicity - "Synchronicity I", "King of Pain", "Wrapped around Your Finger", "Every Breath You Take", "Synchronicity II"

彼らは1984年1月に活動停止を宣言した。

### ソロ活動及びコラボレーション
彼はポリス在籍中、クラーク・ケント（Klark Kent）というペンネーム・芸名でレコーディングを行なった。1978年にイギリスのヒット・チャートに入った"Don't Care"、1980年にリリースされたグリーン10インチアルバムであるKlark Kentなどである。1978年にBBCのトップ・オブ・ザ・ポップスに出演して、覆面をしたスティング、サマーズ、ポリスのツアー・マネージャーのキム・ターナー、カーヴド・エアのオリジナル・ドラマーだったフロリアン・ピルキントン・ミクサをバックにリップ・シンクで"Don't Care"を披露した。
1985年、アフリカのリズムを探求する旅の結果生まれたソロ・アルバム『リズマティスト』（The Rhythmatist）を発表。旅の模様を捉えた約一時間のビデオ映画The Rhythmatistも発表した。
1987年、ジャズ・ベーシストのスタンリー・クラーク、シンガーソングライターのデボラ・ホーランドとトリオを結成。3人は1989年にアニマル・ロジック（Animal Logic）と名乗って、マイルスのI.R.S.レコードから同名のファースト・アルバムを発表し、世界ツアーにも出た。その後はレコード・セールスは下がり、1991年にセカンド・アルバムを発表したが、バンドは続かなかった。2022年、再結成して31年ぶりの新曲を発表した。
2000年、プライマスのLes Claypool（ベース・ギター）、フィッシュのTrey Anastasio（ギター）と、ジャム・バンドのオイスターヘッド（Oysterhead）を結成。彼らは2001年にアルバムThe Grand Pecking Orderを発表。
2002年、元ドアーズのレイ・マンザレク（キーボード）とロビー・クリーガー（ギター）に、新作アルバムのレコーディングとツアーに起用されたが、怪我のあと、相互に民事訴訟を起こすという形に終わった。
2005年、アバンギャルドギタリストDavid Fiuczynskiと新しいプロジェクトのギズモ（Gizmo）をスタートさせた。
2015年、クラシック・ピアニストのジョン・キムラ・パーカー、メトロポリタン歌劇場管弦楽団のバイオリニストのユーン・クワォン、スタンリー・クラークに学んだベーシストで作曲家でもあるマーロン・マルチネス、ウインドシンセサイザー奏者でコープランドと共に映画音楽を手がけてきたジャッド・ミラーの4人とオフ・ザ・スコア（Off The Score）を結成。同年5月20日にトロントで開かれた21C ミュージック・フェスティバルに出演したほか、2017年まで断続的にアメリカでコンサート活動を行なった。
2017年、マーク・キング（ベース・ギター、レベル42）、ヴィットリオ・コスマ（キーボード、プレミアータ・フォルネリア・マルコーニ）、エイドリアン・ブリュー（ギター、キング・クリムゾン）とギズモドローム（Gizmodrome）を結成して、同名アルバムを発表。
2022年、インド出身の作曲家であるリッキー・ケジとの共作アルバムDivine Tidesで、第64回グラミー賞の最優秀ニューエイジ音楽アルバム賞を受賞。
客演として、ピーター・ガブリエル、ロジャー・ダルトリーなどのアーティストのバックでもドラムを演奏した。

#### ポリス再結成
2007年、第49回グラミー賞でポリス再結成を果たし、ワールドツアーを敢行。同年5月のカナダを皮切りにアメリカやヨーロッパを回り、2008年2月に最終地の日本に来た。

### 作曲家としての活動

#### サウンドトラック
1983年、映画監督のフランシス・フォード・コッポラの依頼で映画『ランブルフィッシュ』の音楽を担当して、1984年のゴールデングローブ賞の作曲賞にノミネートされた。これをきっかけに、映画『ウォール街』（1987年）、『トーク・レディオ』（1988年）、『見ざる聞かざる目撃者』（1989年）、テレビ番組『ザ・シークレット・ハンター』（1985年-1989年）、Dead Like Me（2003年-2004年）、ビデオゲーム『スパイロ・ザ・ドラゴン』などのサウンドトラックを担当した。
なお彼はテレビドラマ『バビロン5』（1993年-1999年）のテレビジョンパイロットである『序章（前編・後編）』"The Gathering"（ビデオ/LD邦題：CGスペース・アドベンチャー バビロン5）の音楽を担当したが、番組が週次でシリーズ化されると担当は元タンジェリン・ドリーム（Tangerine Dream）のクリストファー・フランケに変わった。またテレビジョンパイロットのライターズ・エディションにもフランケの音楽が採用された。

#### オペラ・バレエ・管弦楽曲
『ランブルフィッシュ』の制作スタッフの一人であったマイケル・スムーインがサンフランシスコ・バレエの監督になり、コープランドにバレエの作曲を依頼した。彼は依頼に応えて『リア王』を作曲し、サンフランシスコ・バレエはこの作品を1984年に初演した。彼はこの活動をきっかけに、クリーブランド・オペラの総監督であったデビッド・バムバーガーにオペラの作曲をもちかけられて、4年間を費やしてHoly Blood and the Crescent Moonを作曲した。
彼が作曲した作品には以下のものが含まれる。
- 1986 King Lear, San Francisco Ballet, Michael Smuin
- 1988 Emilio, Trento Baller, Italy
- 1989 Holy Blood and the Crescent Moon, Cleveland Opera
- 1992 Horse Opera, Opera for Channel 4, United Kingdom
- 1993 Noah's Ark/Solcheeka, Seattle Symphony Orchestra
- 1994 Casque of Amontillado, Holders Easter Season, Barbados
- 1994 Prey, Ballet Oklahoma
- 1999 Kaya, Eve, and Grace, Catania Music Festival
- 2003 La Notte della Taranta, Melpignano, Puglia
- 2008 Celeste, Savannah Music Festival, featuring Daniel Hope (Violin)
- 2009 Retail Therapy, La Jolla Music Society Summerfest
- 2009 Ben Hur Live, European arena your, score by Copeland

### その他
イギリスの打楽器グループであるEnsemble Bashが、アルバムLaunch（1996年）とA Doll's House（2012年）で、それぞれ彼の'Gene Pool'と'Breather'を取り上げた。2003年にはドイツの打楽器グループであるElbtonalPercussionが、全収録曲が彼の作品であるアルバムElbtonalPercussion Plays Stewart Copelandを発表した。
2006年に、自ら監督を務めてポリスを描いた映画Everyone Stares: The Police Inside Outをサンダンス映画祭に出品した。2008年2月のポリスの再結成公演に続いて、映画のプロモーションのため同年春に単独で再来日し、パンクスプリングにDJとして出演した。
2006年4月、BBC放映のテレビ番組『Just the Two of Us』にジャッジとして出演。この番組は8人のセレブリティが8人のプロの歌手とデュエットを組んで歌を歌うという趣向である。
2009年、自伝"Strange Things Happen: A Life With The Police, Polo And Pygmies"を上梓。

### 家族
母ロレーヌ・コープランド（1921年〜2013年）はスコットランド人の考古学者。
長兄マイルス（コープランド3世、1944年〜）はインディレーベルを創業してポリスをデビューさせて初期のマネージャーも務めた。のちI.R.S.レコードを創業しR.E.M.やゴーゴーズを世に送り出した。
次兄イアン（1949年〜2006年）は、ポリス、シンプル・マインズ、ザ・キュアー、B-52'、ゴーゴーズ、ナイン・インチ・ネイルズ、R.E.M.などのブッキング・エージェンシーを務めた。2006年に56歳で病没。
姉のロレーヌ（レニー）は1988年にベストセラーになった"Going International: How to Make Friends and Deal Effectively in the Global Marketplace"を執筆した。

## ドラミング
ポリス時代には、3人編成という少人数バンドで、手数が多いのにもかかわらず曲に彩りを与え歌を引き立たせる独自のドラムスタイルで注目を集めた。複雑なリズムを叩きながらも同時にハーモニーも歌う。
精密かつエネルギッシュで、スネアドラムではなくバスドラムでバックビートを打つという、レゲエに影響を受けた革新的なドラムスタイルで知られる。彼の独特のサウンドの特徴は、硬くてハイピッチにチューニングした“クラック”スネアドラムとリムショットをその中心に置き、しばしばハイハットとバスドラムだけで演奏される手数の多い巧みなハイハットワークにある。ポリリズムを用いるアプローチは、同時代のドラマーに大きな影響を与えるその独特なプレイスタイルを確固とするものである。ただし『ポリス・ライヴ』などを聴くと、かなりリズムが「走る」タイプのドラマーであることがわかる。高橋幸宏は彼のドラミングの特徴として、タイミングが前であること、フラムを多用することを挙げている。
高い技術・腕前を見せるよりも、歌・楽曲への敬意としてグルーヴを強調するプレイで知られる。彼はこのことの重要さをドラム・クリニックで強調している。彼は観客に何かを示せる数少ない現代のドラマーの1人だ、と紹介され、シンプルなロックのビートを2分間、叩いてみせた。僅か2分間だったにもかかわらず、ドラミングの微妙な変化はグルーヴを増し、観客の心を満たしてみせた。シンプルで楽曲を壊さない、それでいて存在感のあるプレイスタイルが彼の持ち味と言えよう。
TAMAのドラムとパイステのシンバルを長きに渡り愛用している。パイステからは、近年スチュワート・コープランドモデルのライドシンバルが発売された。シンバルのエッジとカップ部分以外の全体がメタリックブルーに着色されていると言う特徴を持つ。また、日本が誇るパーカッショニストのツトム・ヤマシタとTAMAの共同開発の「オクタバン」を画期的に使用していた。グリップはレギュラーグリップで、ほぼ全曲の演奏をこなす。左手のスナップや指先のコントロールは絶妙である。

## ディスコグラフィ
以下、一部は引用文献に基づく。
カーヴド・エア
- Midnight Wire (1975年)
- Airborne (1976年)

ストロンチウム90
- 『ポリス・アカデミー』 - Police Academy (1997年、Ark 21 Records)

ポリス
- 『アウトランドス・ダムール』 - Outlandos d'Amour（1978年）
- 『白いレガッタ』 - Reggatta de Blanc（1979年）
- 『ゼニヤッタ・モンダッタ』 - Zenyatta Mondatta（1980年）
- 『ゴースト・イン・ザ・マシーン』 - Ghost in the Machine（1981年）
- 『シンクロニシティー』 - Synchronicity（1983年）
- 『ポリス・ザ・シングルス~見つめていたい（英語版）』 - Every Breath You Take: The Singles（1986年）
- 『メッセージ・イン・ア・ボックス~ポリス・ヒストリー（英語版）』 - Message in a Box: The Complete Recordings（1993年）
- 『ポリス・ライヴ』 - Live!（1995年）
- 『サーティファイアブル（英語版）』 - Certifiable: Live in Buenos Aires（2008年）

エバーハルト・シェーナー
- Flashback (1978年、Harvest)[48]
- Video-Magic (1981年、Harvest)[49][注釈 10]

クラーク・ケント
- Klark Kent: Music Madness from the Kinetic Kid (1980年)
- Kollected Works (1995年)

スチュワート・コープランド
- リズマティスト　The Rhythmatist (1985年)[50]
- The Equalizer and Other Cliff Hangers (1988年)[51]
- From Rumble Fish To Gridlock'd (1997年)[52]
- オーケストラーリ　Orchestralli (2004年)[53]
- La Notte Della Taranta (2004年)[54]
- The Stewart Copeland Anthology (2007年)[55]
- Music From Ben Hur Live (2009年)[56]
- Athana Symphonic Experience (2013年)[57]

アニマル・ロジック
- Animal Logic (1995年)
- Animal Logic II (1991年)

オイスターヘッド
- The Grand Pecking Order (2001年)

ギズモドローム
- Gizmodrome (2017年)
- Gizmodrome Live (2021年)[58]

スチュワート・コープランド & リッキー・ケジ
- Divine Tides (2021年)[59]

サウンドトラック
- ランブル・フィッシュ (オリジナル・サウンドトラック) (1983年)
- 9½ Weeks (1986年)[60]
- Out of Bounds (1986年)[61]
- Wall Street (1986年)[62]
- Talk Radio (1986年)[63]
- Earth Girls Are Easy (1989年)[64]
- Noah's Ark (Audiobook, with James Earl Jones) (1989年)[65]
- Men at Work (1990年)[66]
- Rapa Nui (1994年)[67]
- Silent Fall (1994年)[68]
- Highlander II (1994年)[69]
- Boys (1996年)[70]
- The Leopard Son (1996年)[71]
- The Pallbearer (1996年)[72]
- Four Days in September (1998年)[73]
- Very Bad Things (1998年)[74]
- Little Boy Blue (1998年)[75]
- Pecker (1998年)[76]
- Simpatico (1999年)[77]
- Boys and Girls (2000年)[78]
- Dead Like Me (2010年)[79]

客演
- Acting Very Strange　マイク・ラザフォード （1982年）
- Under a Raging Moon　ロジャー・ダルトリー（1985年）
- So　ピーター・ガブリエル（1986年）

## フィルモグラフィ
以下、一部は引用文献に基づく。
映画
- Rumble Fish (1983年)
- The Rhythmatist (1985年)
- Out of Bounds (1986年)
- She's Having a Baby (1986年)
- Wall Street (1986年)
- The Jogger (1986年)[81]
- Earth Girls Are Easy (1989年)
- Talk Radio (1989年)
- See No Evil, Hear No Evil (1989年)
- Hidden Agenda (1989年)
- Men at Work (1990年)
- Taking Care of Business (1990年)
- The First Power (1990年)
- Highlander II (1991年)
- Riff-Raff (1991年)
- Seconds Out (1993年)
- Raining Stones (1993年)[82]
- The Wide Sargasso Sea (1993年)
- Airborne (1993年)
- Bank Robber (1993年)
- Fresh (1994年)
- Decadence (1994年)[83]
- Rapa Nui (1994年)
- Silent Fall (1994年)
- Surviving the Game (1994年)
- Judgement (1995年)[84]
- Boys (1996年)
- The Leopard Son (1996年)[85]
- The Pallbearer (1996年)
- Good Burger (1997年)
- Gridlock'd (1997年)
- Little Boy Blue (1997年)[86]
- West Beyrouth (1998年)
- Four Days in September (1998年)
- Pecker (1998年)
- Very Bad Things (1998年)
- Made Men (1999年)
- More Dogs Than Bones (1999年)[87]
- She's All That (1999年)
- Simpatico (1999年)
- Boiler Room (1999年)
- Boys and Girls (2000年)
- Skipped Parts (2000年)
- Sunset Strips (2000年)
- On the Line (2001年)
- Deuces Wild (2002年)
- I Am David (2004年)
- Amazon Forever (2004年)[88]
- Lovewrecked (2005年)
- Everyone Stares: The Police Inside Out (2006年)

TV
- The Ewoks and the Droids (1985年)
- The Equalizer (1986年)[89]
- After Midnight (1989年)
- TV101 (1990年)[90]
- Fugitive Among Us (1992年)[91]
- Afterburn (1993年)
- Babylon 5 (1993年)
- Tyson (1993年)[92]
- White Dwarf (1995年)
- Futuresport (1998年)
- Legalese (1998年)[93]
- The Taking of Pelham 1-2-3 (1998年)
- Spyro the Dragon I, II, III, IV (1998年-2003年)
- The Amanda Show (1999年)
- Brutally Normal (2000年)
- Breaking News (2002年)[94]
- Dead Like Me (2003年)
- Dead Like Me (2003年-2004年)
- Desperate Housewives (2005年)
- Riding the Bus with My Sister (2005年)
- Fisheye (2005年)[95]
- The Life and Times of Juniper Lee (2005年)